# Stazione di Settimo Torinese
La stazione di Settimo Torinese è una stazione ferroviaria sulla ferrovia Torino-Milano, a servizio della città di Settimo Torinese. L’impianto è diramazione della ferrovia Canavesana.

## Storia
La stazione venne attivata nel 1856, con la realizzazione del primo tratto della ferrovia.
Nei pressi della stazione si trovava il capolinea della Tranvia Torino-Settimo Torinese, attiva tra il 1884 e il 1954.

## Strutture e impianti

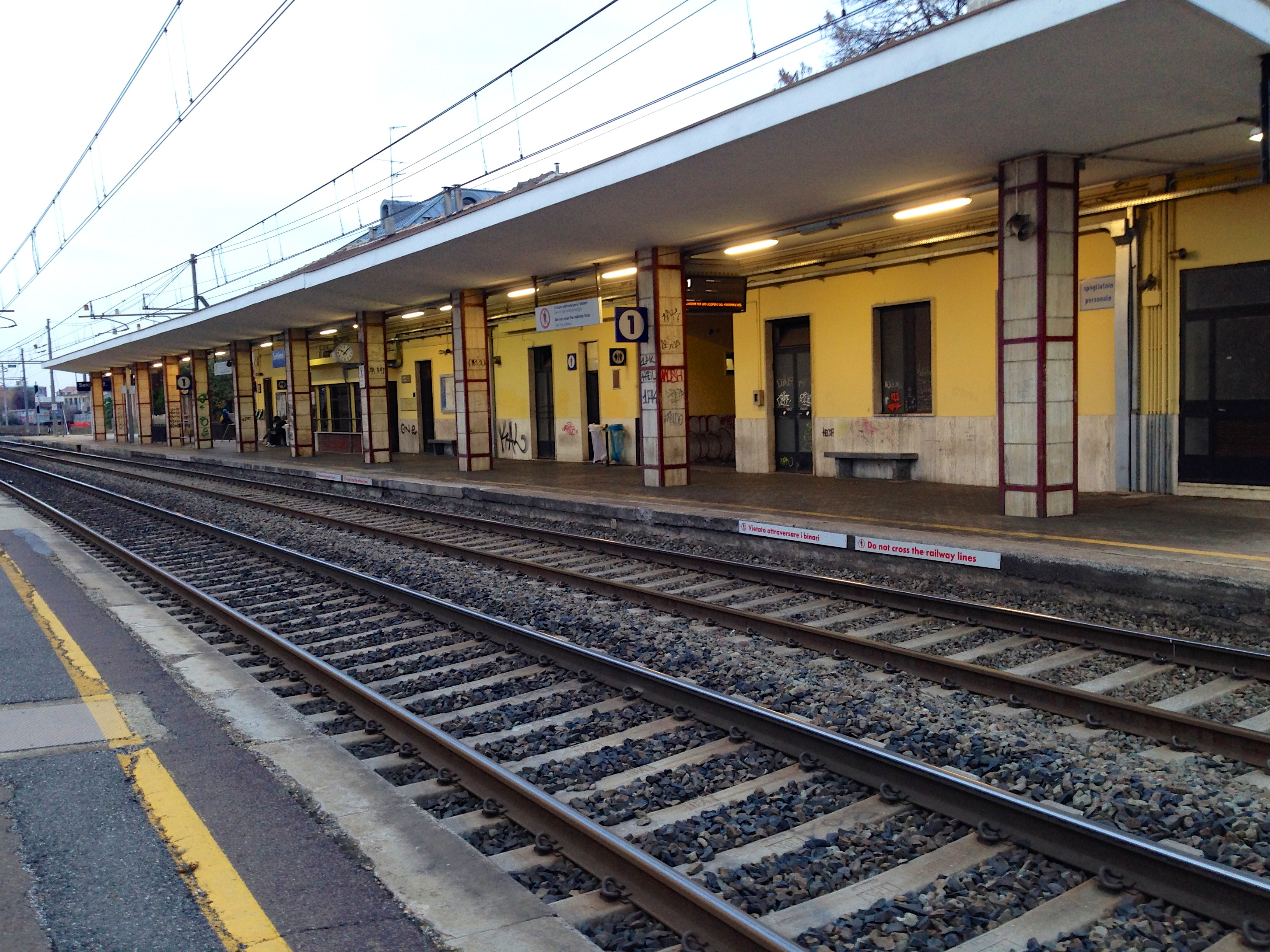
Fabbricato viaggiatori e vista sui binari 1 e 2, prima dei lavori di ristrutturazione del 2017

La stazione dispone di due fabbricati di stazione, originariamente in capo a RFI e GTT. Il piazzale è composto da 5 binari. Per l'attraversamento dei binari è presente un sottopassaggio pedonale che collega la stazione al parcheggio a nord della stessa.
Sino agli anni 1990, il piazzale dei binari era provvisto di uno scalo merci ubicato a est, che disponeva di un magazzino merci e di un piano caricatore rialzato, entrambi serviti da un binario tronco. Presso lo scalo erano presenti altri due brevi binari tronchi; lo stesso venne dismesso dopo la chiusura delle Acciaierie Ferrero.
La stazione ha subìto un'importante ristrutturazione terminata nel gennaio 2018. Sono stati innalzati i marciapiedi a 55 centimetri (standard previsto a livello europeo per i servizi ferroviari metropolitani) per consentire l'incarrozzamento a raso; è stato completato il restyling del fabbricato sia della parte esterna sia dei locali interni (biglietteria e sala d’attesa) del sottopassaggio, di tutte le pensiline e dei servizi igienici; è stato attivato un nuovo sistema di informazioni ai viaggiatori e un servizio wifi. L'intervento ha richiesto un investimento complessivo di 5,6 milioni di euro da parte di RFI.
A gennaio 2021 è iniziato l'ammodernamento dell'armamento del 5º binario, riattivato nel dicembre dello stesso anno e rinumerato come 4º binario. Il precedente binario 4 invece è diventato tronco e rimane disattivato.
Nell'estate 2021 il binario 3 ha visto l'ammodernamento dell'armamento con l'eliminazione del prolungamento lato Milano (già scollegato da diversi anni), la conseguente eliminazione del deviatoio di ingresso e uscita dalla Canavesana e nuove traversine, a cui si è aggiunta anche la sistemazione del marciapiede. 
Dal 19 dicembre 2021 è stato anche attivato l'Apparato centrale computerizzato a capo di RFI per gli impianti da e per la Ferrovia Canavesana, il che esclude quindi Settimo Torinese dalle stazioni controllate anche da GTT in quanto con questa modifica, la stazione di Settimo e i relativi impianti sono ora totalmente in mano a RFI.

## Movimento
La stazione è servita da treni del Servizio Ferroviario Metropolitano di Torino da e per Rivarolo Canavese / Chivasso (linee 1 e 2).
I binari 1 e 2 sono i binari di corsa della ferrovia Torino-Milano, utilizzati per la fermata dei regionali Torino - Novara e dei treni della linea SFM2 Pinerolo-Chivasso del SFM; i binari 3 e 4 (ex 5) sono serviti dai treni della linea SFM1 Rivarolo - Chieri (è stato eliminato il prolungamento del binario 3 lato Milano già scollegato e dunque inutilizzato).
L'effettivo binario 4 resta invece disattivato, già diventato tronco da alcuni mesi.

## Servizi
La stazione dispone di:
- Biglietteria a sportello
- Biglietteria automatica
- Sala d'attesa
- Servizi igienici

## Interscambi
Nei pressi della stazione fermano bus di linea urbani, suburbani e interurbani.